# Hans Martin Ruwoldt

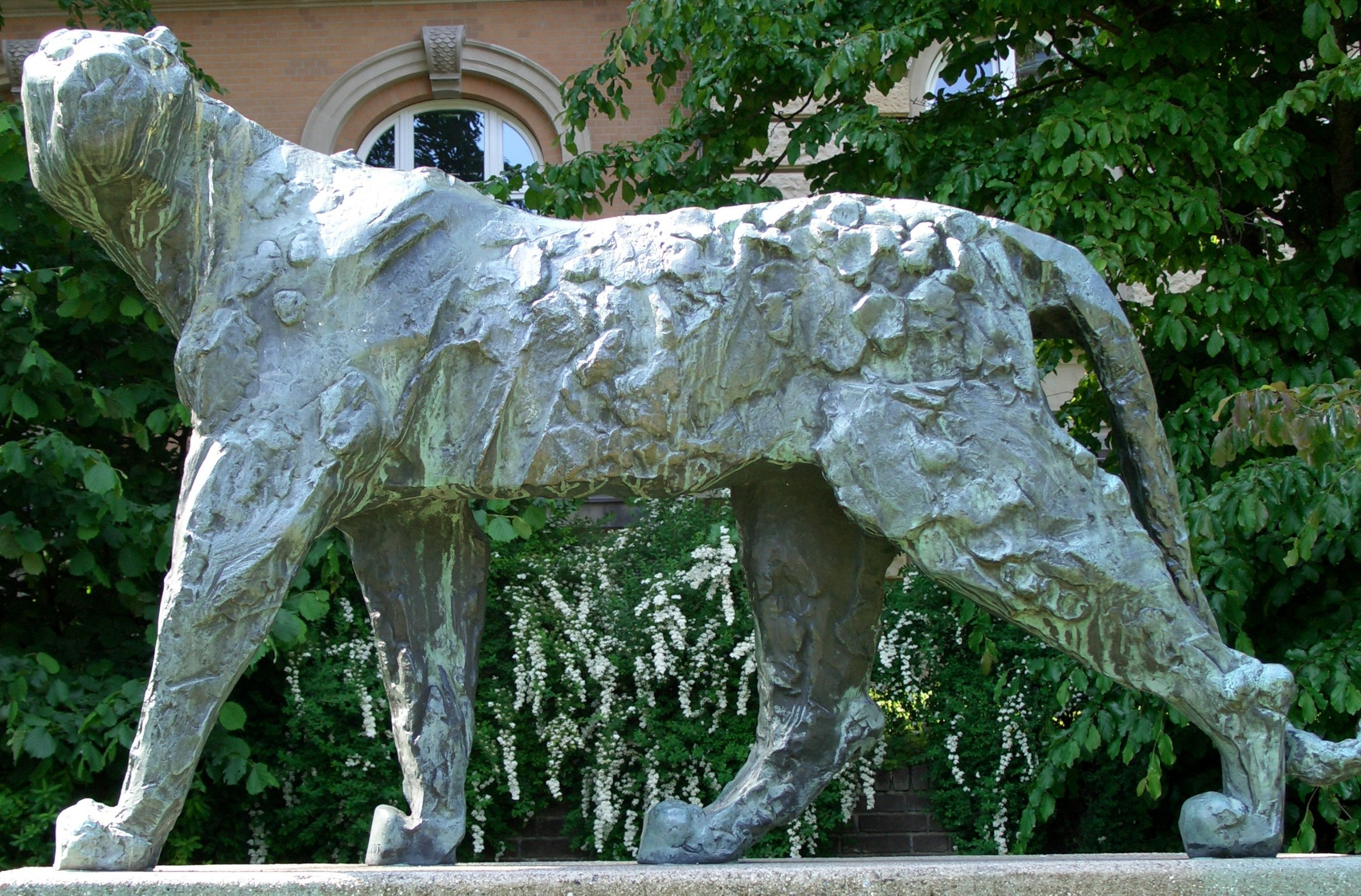
Hans Martin Ruwoldts „Panther“ in Planten un Blomen

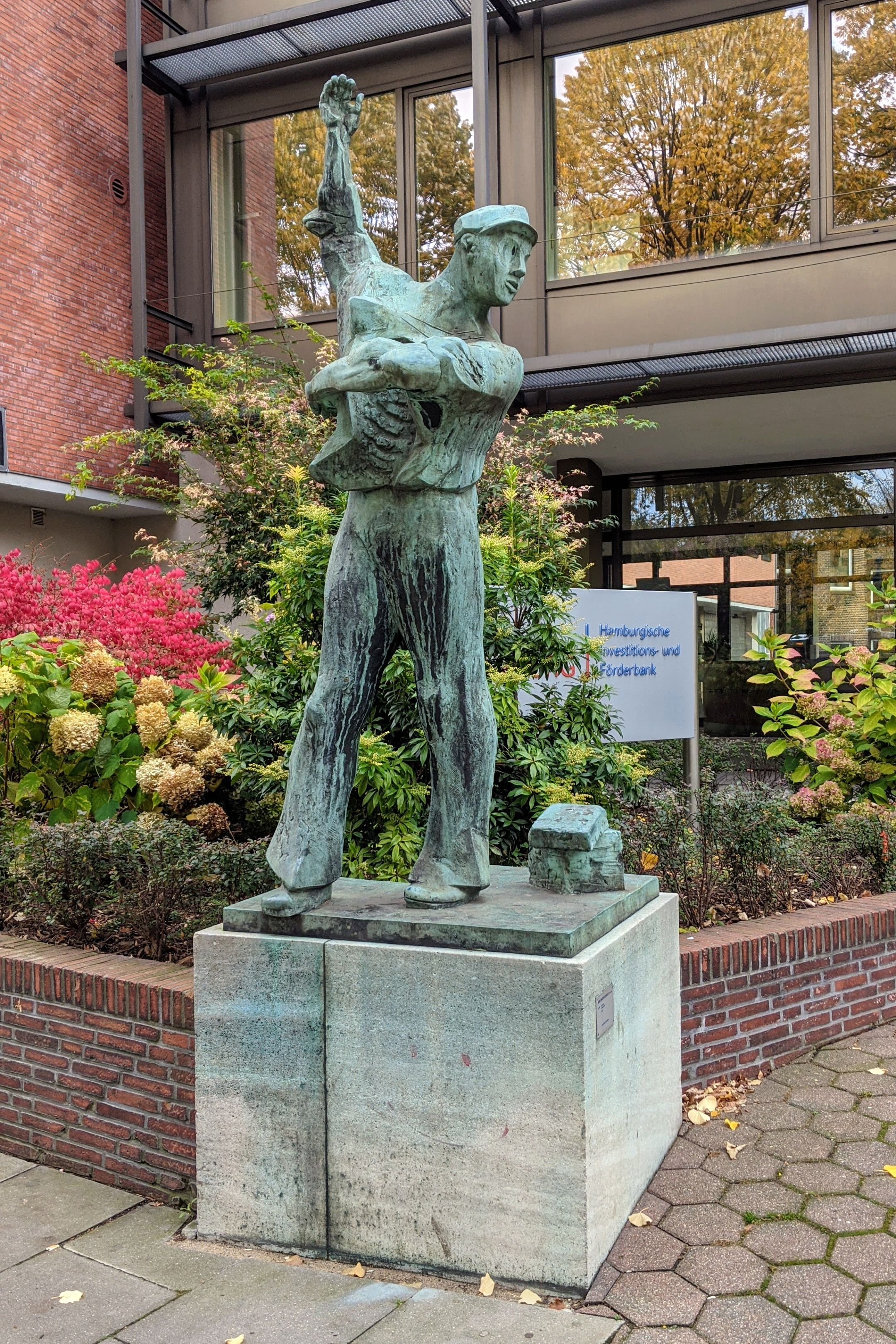
„Bauarbeiter“ am Besenbinderhof

Hans Martin Ruwoldt "Torso" Schloss Gottorf

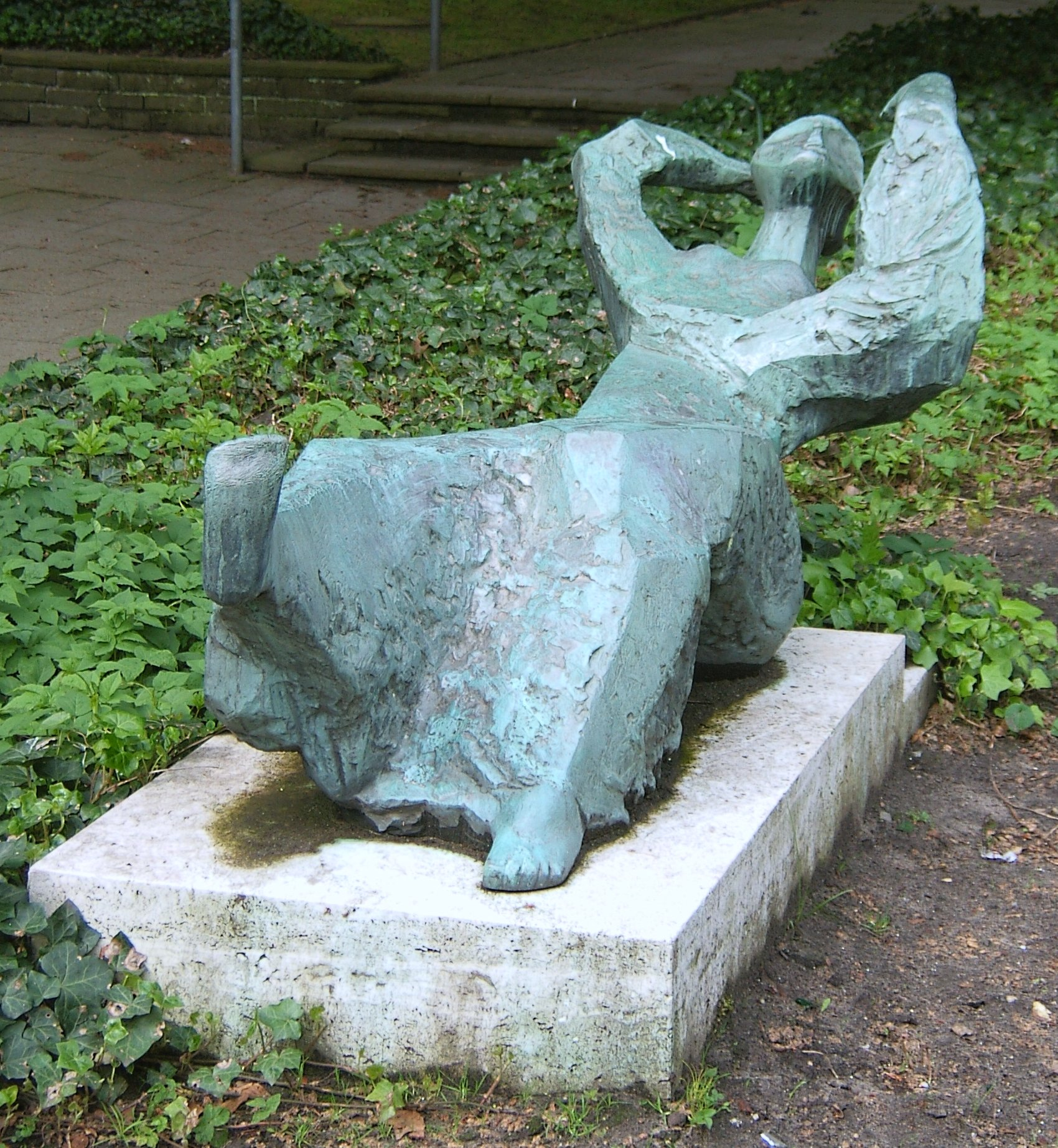
„Sich Erhebende“ vorm Bezirksamt Nord

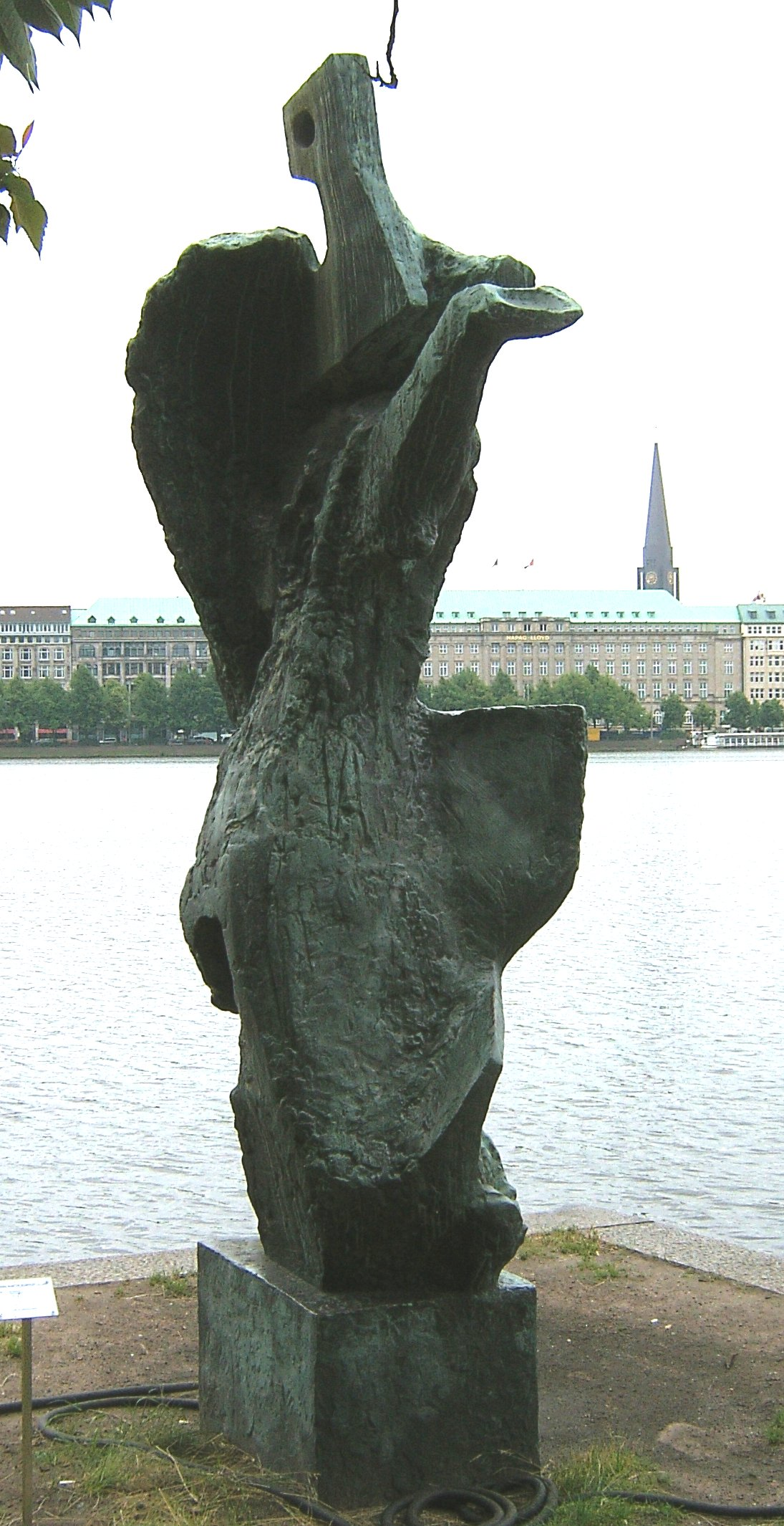
„Windsbraut“
an der Binnenalster

Hans Martin Ruwoldt, eigentlich Hans Martin Meier (* 15. Februar 1891 in Hamburg; † 16. Oktober 1969 ebenda) war ein deutscher Tierbildhauer und Porträtist.

## Werdegang
Der Künstler war Sohn eines Gelegenheitsarbeiters und wurde von seiner kinderlosen Schwester, einer verheirateten Ruwoldt, aufgezogen. 1906–1909 absolvierte er eine Bildhauerlehre in Rostock, 1909–1911 war er als Geselle tätig. 1911 bis 1914 studierte er an der Kunstgewerbeschule Hamburg in der Bildhauerklasse von Richard Luksch. 1913 begegnete er Moissey Kogan. Er nahm als Soldat am Ersten Weltkrieg teil und geriet in französische Gefangenschaft. Nach seiner Rückkehr 1922 richtete er sich in Hamburg ein Atelier ein. Fritz Schumacher förderte ihn; durch ihn erhielt Ruwoldt zahlreiche Aufträge für Bauten und Anlagen. 1923 heiratete er Anne-Marie Leisewitz. Aus der Ehe ging eine Tochter hervor, Dagmar Ruwoldt (1926–2008).
1926 schloss sich Ruwoldt der Hamburgischen Sezession, der Hamburgischen Künstlerschaft und dem Altonaer Künstlerverein an. Er war zudem Mitglied im Hamburger Künstlerverein von 1832. Nach der Machtergreifung der Nationalsozialisten war er bis 1936 Vorsitzender des Bereichs Bildhauerei der Reichskammer der bildenden Künste Landesleitung Norddeutschland. An der letzten Ausstellung des Deutschen Künstlerbundes 1936 in Hamburg, die nach zehn Tagen durch den damaligen Vizepräsidenten der Reichskammer Adolf Ziegler persönlich beendet wurde, beteiligte er sich erstmals als DKB-Gastkünstler mit dem Zementguß Stehende (1932, H 68,8 cm, Museum für Kunst und Gewerbe Hamburg).
1937 wurden in der Nazi-Aktion „Entartete Kunst“ aus der Hamburger Kunsthalle ein Frauentorso Ruwoldts (Gips, 101 cm hoch; heute wieder in der Kunsthalle) und das Aquarell „Liegender Akt“ beschlagnahmt. Das Aquarell wurde vernichtet.
Im Auftrag der Hamburger Nationalsozialisten fertigte er 1938 für die Gefallenen des Ersten Weltkrieges das Relief „eines adlerartigen aus der Asche aufsteigenden Phönix“ an, das anstelle von Ernst Barlachs Relief am Hamburger Ehrenmal, das eine trauernde Mutter mit Kind darstellte, angebracht wurde. Nach dem Zweiten Weltkrieg wurde Ruwoldts Relief zerstört und Barlachs Relief rekonstruiert.
Auf der ersten Ausstellung des DKB 1951 in der Hochschule der Bildenden Künste in Berlin war Ruwoldt – diesmal als ordentliches Mitglied – mit den Bronzeplastiken Liegender Panther (1951, 50 cm lang) und Gepard (1950, 75 cm hoch) erneut vertreten. 1955 wurde Ruwoldt als Nachfolger Edwin Scharffs an die Hochschule für bildende Künste Hamburg berufen und lehrte dort neben Karl Kluth als Leiter der Bildhauerklasse.
Einen Monat nach seinem Tod am 16. Oktober 1969 wurde in der Nacht vom 17. auf den 18. November sein Wohnhaus samt Atelier in der Baron-Voght-Straße in Hamburg-Nienstedten durch Brandstiftung zerstört.
Hans Martin Ruwoldt wurde auf dem Waldfriedhof Aumühle beigesetzt.
Der Ruwoldtweg in Hamburg-Steilshoop wurde nach ihm benannt.

## Werke

### Hamburg

Schreitende (1956) bei den Grindelhochhäusern

Auszug der in Hamburg öffentlich aufgestellten Werke – Tiere und Figuren:
- 1927: Panther, Stadtpark, Ostzugang Alte Wöhr
- 1930: Panthergruppe auf Säule, Innenhof der Walddörferschule in Hamburg-Volksdorf[12]
- 1934: Verhoffende Rehe, Grabstätte Jäger, Friedhof Ohlsdorf, Planquadrat AB 15 (Nähe Nordteich)[13]
- 1935: Eisbär, Hamburger Stadtpark, Südzugang Wiesenstieg (der zweite Eisbär im Park Nähe Modellbootteich stammt von Ludwig Kunstmann)
- 1935: Stürzender Stier, Rinderschlachthalle, Hamburg-St. Pauli[14]
- 1936: Angreifender Tiger, ehemals Hanseaten-Kaserne in Hamburg-Fuhlsbüttel, ab 1974 in der Graf-Goltz-Kaserne in Hamburg-Rahlstedt, 1992 in der Röttiger-Kaserne in Hamburg-Fischbek. Seit 2004 auf dem Gelände der Helmut-Schmidt-Universität.[15][16]
- 1950er: Pinguine, Eilbektal 72-74 (Innenhof), Hamburg-Eilbek[17]
- 1951: Möwengruppe auf Säule, Schlankreye 53 (Siedlung Klinker), Hamburg-Harvestehude
- 1952: Kraniche, Hufnerstraße 105 (Gartenanlage), Hamburg-Barmbek-Süd[18]
- 1952: Bärengruppe, Koldingstraße, Hamburg-Altona-Nord
- 1953: Flamingos, Alter Botanischer Garten, Hamburg[19]
- 1954: Kraniche, Wohnanlage Hufnerstraße, Barmbek-Nord
- 1956: Schreitende, Grindelhochhäuser, Harvestehude
- 1965: Panther, Campusgelände der Universität Hamburg
- 1965: Sich leckender Gepard, Harburger Stadtpark
- 1965: Sich leckender Gepard, Kandinskyallee / Große Holl 2, Neubausiedlung Mümmelmannsberg, Billstedt
- 1968: Windsbraut, an der Binnenalster

Davon ohne Datierung:
- Gepard in den Wallanlagen (jetzt Teil von Planten un Blomen)
- Gepard an der Schule Steinhauerdamm
- Sich Erhebende vor dem Bezirksamt von Hamburg-Nord
- Panther in Planten un Blomen (siehe Foto rechts oben)
- Vogel - Grabstein für den Gründer der Griffelkunst-Vereinigung Hamburg Johannes Böse († 1955) auf dem Ohlsdorfer Friedhof (S 11 - 127 - nahe Kapelle 1)

### Schleswig-Holstein
Auszug der in Schleswig-Holstein öffentlich aufgestellten Werke:
- 1932: Stehende mit erhobenen Armen, Skulpturenpark Nortorf
- 1932: Torso, Schloss Gottorf
- 1949: Sich leckender Gepard, Skulpturenpark Nortorf

### Nordrhein-Westfalen
- 1961: Der Elch, Bürgerpark Bielefeld